# ディファ州

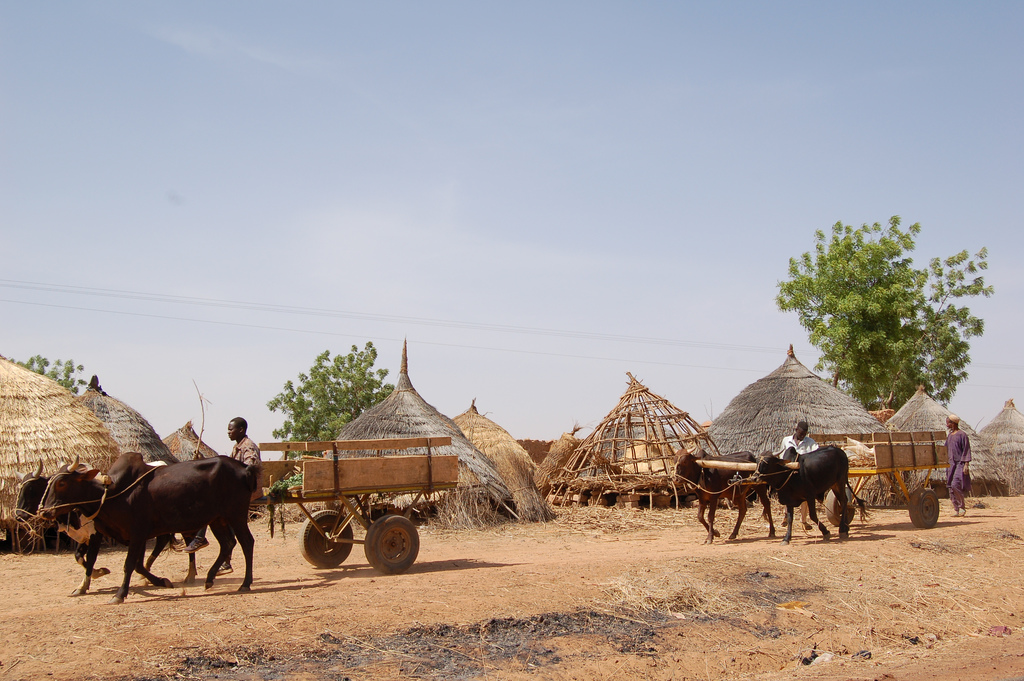
ディファ付近を移動中の荷車

ディファ州 （ディファしゅう、フランス語: Région de Diffa）はニジェール南東部の行政区画。
面積は約14万km2。
2011年の人口は約49万人。
州都はディファ市。

## 地理
ディファ州は東をチャド、南をナイジェリアと国境を接している。
西はザンデール州。また東南部でチャド湖に面している。

## 住民
2000年の調査では人口の85%が定住民、15%が遊牧民であり、全体の37%が20歳以下で、60歳を超える者は6%であった。

## 軍事
2016年、隣国ナイジェリアの武装組織ボコ・ハラムの越境攻撃を受けるようになり、州内の5万人が家を追われた。6月には軍の駐屯地が襲撃を受け死者を出している。。

## 下部行政区画

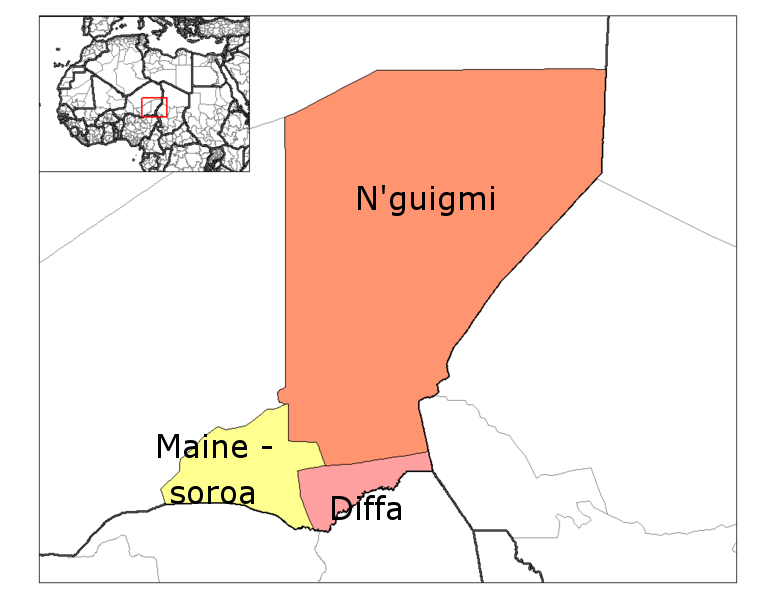
ディファ州の県

ディファ州は、3県に分かれている。
1. ディファ県（英語版）(Diffa)
2. メーヌ・ソロア県（英語版）(Maine-soroa)
3. ンギグミ県（英語版）(N'guigmi)